# Прави вргањ
Прави вргањ или храстов вргањ или само вргањ (лат. Boletus edulis), јестива је гљива из рода вргања коју можемо наћи у нижим крајевима унутрашњости или вишим крајевима субмедитерана. Она расте на пропланцима и обично на сунчаним обронцима прекривеним маховином од лета до јесени. Расте у Шумадији, Босанској Крајини, у околини Бањалуке, у Славонији, на Кордуну и Банији, тако да је врло чест. Расте крај церова и медунаца. У унутрашњости и на киселим тлима, у субмедитеранској зони на вапненцима, доломитима и нарочито на моренама. Често у друштву с пантерком (Amanita pantherina). Веома је варијабилна врста, новија истраживања говоре да постоји око 15 врста, подврста, варијетета и форми идентично са Boletus edulis.

## Клобук
Клобук код храстовог вргња је величине од 8-18-(25) центиметара. Код младих је полулоптаст, већином неправилно квргав и избраздан. Касније у општем обрису је све правилније кружно јастучаст, али и даље са превојима и набубрењима, макар слабије израженим: најстарији и са спљоштеним тјеменом. Кожица је барем мало подврнута над цјевчицама, сува, баршунаста и чак зрнасто- храпава. Никада ни за кишна времена, ни код старијих није глатка а готово редовито и наборана. Боја је већином умбрасмеђа, али често и у једном од сљедећих тонова: кестењастосмеђа, црвеносмеђа попут храстовог турчина али без бакарног одсјаја; риђа попут лисичјег крзна, окерсмеђа попут љешњака, сивосмеђа као картон. У свим фазама често са бљеђим, понекад готово бијелим партијама, пругама или мрљама али не зонално бијел уз крај.

## Цјевчице
Цјевчице се налазе краће уз стручак. Творе узак али дубљи јарак. Дуге су од 10-28 милиметара. Најприје су млијечнобијеле, затим жуте, жутосмеђе и на крају смеђе. Ни у једној фази нису зелене ни маслинасте као код других вргања. Евентуално су тек с лимуножутом примјесом у средњој фази развића.

## Поре
Поре су ситне, чак ситније од 1 милиметра. Изодијаметричне су, округле или мало угласто стиснуте. Истобојне су с цјевчицама али на пригњеченим мјестима "порђају".

## Отрусина
Отрусина је боје меда, смеђежута без маслинасте примјесе.

## Стручак
Стручак код храстовог вргња је величине од 5-15/2-6(8) центиметара. У младости је више трбушаст попут буренцета (често и шири од клобука). Код старијих више батинасто према дну задебљан. Површина је прашинаста или глатка, у основи прљавобијела или чешће као љешњак смеђа, цијелом дужином осим базалног дијела покривена мрежицом, нешто издуљених очица, већ у врху тамнијом од основе, доста тамно (риђе)смеђом, унутар које се нађу и густе тачкасте истобојне љуспице: горе је већином доста рељефно издигнута, ка доле све плића или чак напросто само тамније боје. Базални дио је, као и мицелиј, бијеле боје.

## Месо
Месо код ове гљиве је дебело (и више од 2,5 cm). Компактно, готово тврдо, сочно. Код старијих губи сочност и постаје суво, на крају готово памучасто меко при крају. Бијело, под кожицом прообојено, не мијења боју али је често у доњем дијелу клобука. У горњем дијелу стручка и у једној широј прузи изнад цјевчица (вински) црвено. Укус угодан, сладак.

## Микроскопија
Споре у крупнијим гранулама су жуте. У плазми су свјетлориђеружичасте; цилиндричне или вретенасте: 12-15/4-4,5-(4,75).

## Доба
V-XII на субмедитерану, V-XI на континенту.

## Сличне врсте
Прољећни вргањ (Boletus reticulatus) који расте на истим стаништима, има бијелу или барем свјетлију мрежицу од основе, већином свјетлији клобук који се распуцава на поља те веће споре: 13-20/4,5-7,5. Прави или јесењи вргањ, (Boletus edulis) чешћи је крај четинара него лишћара, има глатку кожицу; изворно бијелу, која посмеђује од тјемена тако да му је и у старости крај уоколо бар мало зонално свјетлији.

## Јестивост
Ова гљива је врло укусна и издашна тржишна гљива. Нарочито је прикладна за пржење. Млађи комади одлични су поховани и на жару, те и за кисељење. Много се и суши.

### Нутритивни састав
представља извор хране који, иако није богат лако апсорбованим угљеним хидратима или мастима, садржи витамине, минерале и дијететска влакна. Свеже печурке садрже преко 80% влаге, мада објављене вредности имају тенденцију да се донекле разликују, јер на садржај влаге може да утиче температура околине и релативна влажност током раста и складиштења, као и релативна количина воде која се може произвести услед нормалних метаболичких процесеса током складиштења.
Угљени хидрати чине главнину воћних тела, сачињавајући 9,23% свеже тежине (погледајте табелу), и 65,4% суве тежине. Угљено хидратна компонента садржи моносахариде глукозу, манитол и α,α-трехалозу, полисахарид гликоген, и у води нерастворни структурни полисахарид хитин, који сачињава 80–90% суве материје ћелијских зидова печурки. Хитин, хемицелулоза, и угљени хидрати слични пектину, све од којих људи не могу да варе, доприносе нутриционо пожељној високој пропорцији нерастворних влакана у B.&nbsp;edulis.
Укупни садржај липида, или сирове масноће, чини до 2,6% суве материје печурки. Пропорција масних киселина (изражена као % укупних масних киселина) је: палмитинска киселина, 9,8%; стеаринска киселина, 2,7%; олеинска киселина, 36,1%; линолеинска киселина, 42,2%, и линоленска киселина, 0,2%.
Упоредна студија аминокиселинског састава једанаест португалских дивљих јестивих врста печурки је показала да Boletus edulis има највиши укупни аминокиселински садржај, око 2,3  по 100  сувих гљива. Ова укупна вредност обухвата целокупни комплемент од 20 есенцијалних и неесенцијалних аминокиселина. Анализа слободних аминокиселина (оних које нису везане у протеинима) показала је да су глутамин и аланин главне аминикиселине (савак од који доприноси са 25%); једна засебна анализа је извела закључак да је лизин још једно предоминантно једињење.
Утврђене вредности састава и концентрација метала у траговима и минерала у Boletus edulis у знатној мери варирају, зато што печурка биоакумулира различите елементе у различитим степенима, и концентрације елемената у плодним телима су често одраз концентрације елемента у земљишту из кога су убрана. Генерално, B.&nbsp;edulis садржи знатне износе селена (13–17 ppm), трагове минерала који су есенцијални за добро здравље, мада је биодоступност селена изведеног из печурки ниска. Цела воћна тела такође садрже 4,7  витамина Д2 по 100  суве тежине. Релативно висок садржај ергостерола (погледајте следећу секцију) воћних тела може да учини гљиву нутриционо прагматичном за вегетаријанце и вегане, који би иначе имали ограничен унос витамина Д.

## Биоактивна једињења
воћна тела садрже око 500  ергостерола на 100  суве печурке. Ергостерол је стеролно једињење које је често присутно у гљивама. Додатно, воћна тела имају око 30  ергостерол пероксида на 100  суве печурке. Ергостерол пероксид је стероидни дериват са широким спектром биолошких активности, укључујући антимикробне и антиинфламаторне активности, и цитотоксичноаст за разне туморске ћелијске линије узгајене на лабораторијским културама.
Ова печурка исто тако садржи протеин који везује шећере, или лектин, који има афинитет за шећере ксилоза и мелибиоза. Лектин је митоген — другим речима, он стимулише ћелије да почну процес ћелијске деобе, што доводи до митозе. Осим тога, лектин има антивирусна својства: он инхибира ензим реверзну транскриптазу вируса људске имунодефицијенције. Друге студије сугеришу да B.&nbsp;edulis исто тако има антивирусно дејство против Vaccinia вируса и вируса мозаика дувана гајеног у култури. Антивирусна једињења из печурки су предмет интереса у биомедицинским истраживањима због њиховог потенцијала да унапреде разумевање вирусне репликације, и као нови лекови за третман вирусних болести.
Плодна тела имају висок антиоксидативни капацитет, вероватно услед комбинације разних органских киселина (као што су оксална, лимунска, јабучна, сукцинска и фумарна), токоферолних, фенолних једињења и алкалоида; највећа антиоксидативна активност је у гљивичним капама. Осим тога, утврђено је да воћна тела имају 528  антиоксидансног једињења ерготионеина по килограму свежих печурки; та вредност је највиша међу мноштвом тестираних прехрамбених производа у једној студији. 
Према налазима мађарских истраживања из 1950-их ова печурка има антиканцерска својства, међутим каснија истраживања у САД нису подржала те налазе.

## Галерија
- Boletus edulis
- Boletus edulis
- Boletus edulis
- Boletus edulis
- Boletus edulis
- Boletus edulis
- Boletus edulis